# Sterilisator

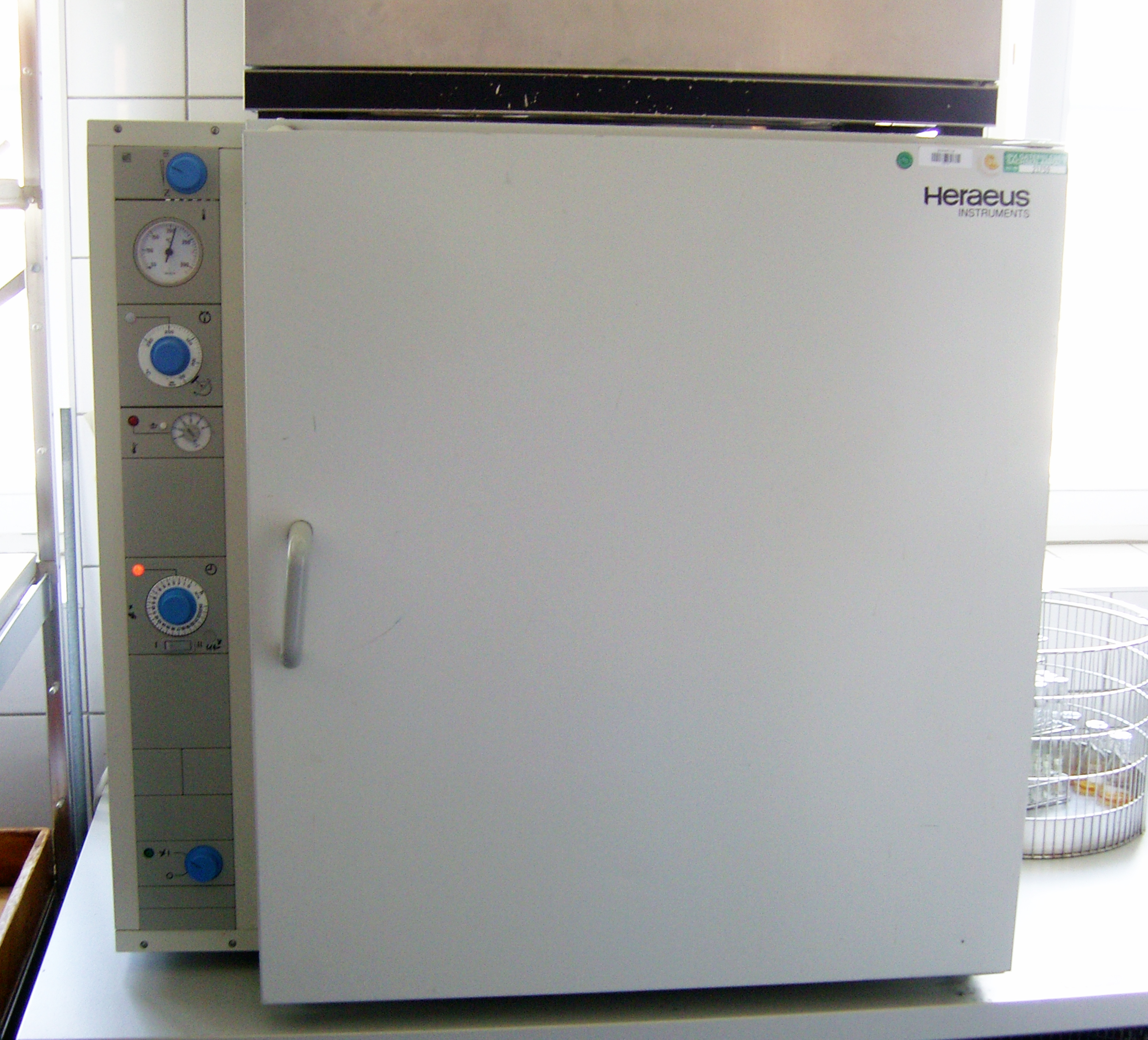
Heißluftsterilisator, geschlossen

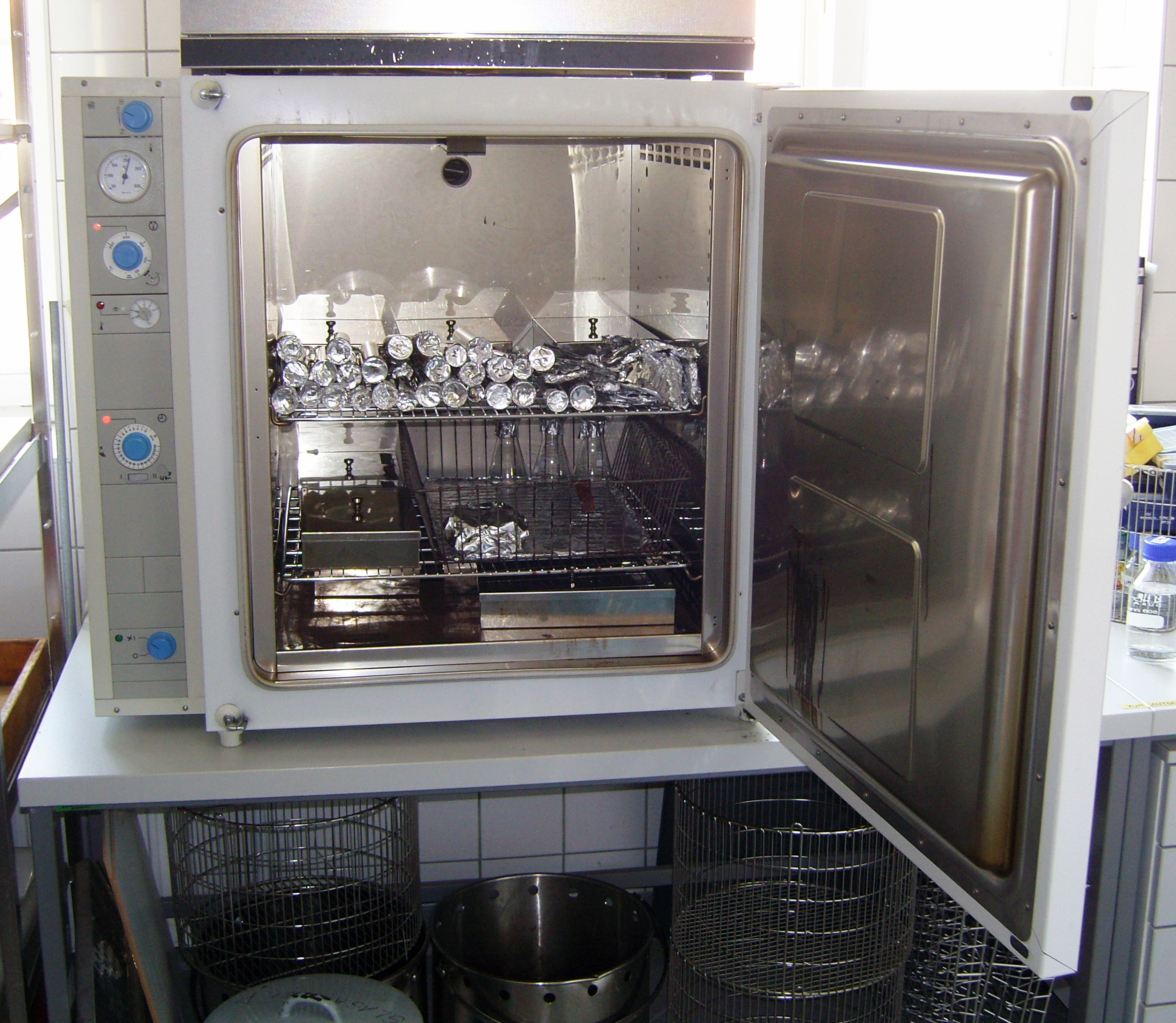
Heißluftsterilisator, offen

Ein Sterilisator ist ein Gerät zum Abtöten von Krankheitserregern wie Bakterien (Sterilisation), meist durch Erhitzen unter Druck und unter der Verwendung von Wasserdampf. Diese Geräte werden als Dampfsterilisator beziehungsweise als Autoklav bezeichnet. Solche Geräte werden vor allem in der Medizin verwendet, um Operationsbestecke und andere Instrumente zu sterilisieren oder zu desinfizieren. Anwendung finden die Geräte auch in der Biotechnologie für das Sterilisieren von flüssigen Nährmedien oder Glasgeräten. Für die Dampfsterilisation mit Autoklav schreibt das Standardverfahren des Deutschen Arzneibuchs eine Temperatur von mindestens 121 °C bei 1 bar Überdruck (= 2 bar abs.) für 20 Minuten vor. Gängig, vor allem für Glasgeräte ohne Flüssigkeiten und Instrumente, sind auch Programme mit 134 °C bei 3 bar.
Bei der Heißluftsterilisation, also der Sterilisation mit trockener Hitze, sind höhere Temperaturen von über 180 °C bis 250 °C und eine minimale Sterilisationszeit von 30 Minuten notwendig. Sterilisiert werden mit diesen Geräten Präparationsbestecke und teilweise auch kleineres Glasgerät ohne Plastikkomponenten. Heißluftsterilisatoren sind einfacher zu bedienen (kein Druckaufbau und kein Verdampfen des Wassers), und daraus resultierend sind die Betriebskosten geringer. 
Der Ergebnisunterschied zwischen Sterilisation und Desinfektion wird durch unterschiedliche Einwirkzeiten und -temperaturen des Sterilisationsmediums (gespannter Wasserdampf) auf das Sterilisiergut erreicht.
Um das erzielte Ergebnis (Keimfreiheit) zu sichern, werden die Sterilisiergüter zur Sterilisation von dampfdurchlässigen Verpackungen umhüllt.
Um die Betriebssicherheit der Geräte und den Erfolg der Sterilisation sicherzustellen, sind regelmäßige Überprüfungen (TÜV) und je nach Gerät laufende Funktionstests etwa durch Spondistreifen, Erdsporenproben oder einen Bowie-Dick-Test vorgeschrieben.
Thermolabiles Sterilisiergut wird mit Niedertemperatur-Sterilisationsverfahren sterilisiert. Hierzu gehört z. B. das NTDF-Verfahren (Niedertemperatur-Dampf-mit-Formaldehyd), das bei einer Sterilisiertemperatur von 50–78 °C bei einer Sterilisierzeit von 30–120 Minuten arbeitet.